# Неофіт VII Константинопольський
Неофіт VII — Константинопольський патріарх з 1789 по 1794 і з 1798 по 1801 роки.

## Біографічні дані
Він народився у Смирні, його світське ім’я було Ніколаос. Навчався у знаменитій «Євангельській школі» міста, де був учнем відомого вчителя Ієрофея Дендріноса та однокласником святителя Никодима Афонського та Адамантія Кораїса. Після навчання поїхав до Константинополя, де став великим дияконом Патріархату.
На початку 1771 р. висвячений на митрополита Маронії. Там він доклав великих зусиль для будівництва нових храмів і шкіл, покращення освіти та організації громадської системи управління.
1 травня 1789 р. він змінив на Вселенському престолі Прокопія Пелопоннесського (з деякими застереженнями щодо його обрання). З його листом у 1791 р. знову відкрилася Константинопольська музична школа. Він багато займався організаційними питаннями монастирів і митрополій, листувався з митрополитом Паронаксія Неофітом щодо проблеми корсарів. Хоча його Патріархат вважається видатним, його характеризують як тиранічного та надзвичайно жадібного. Він був змушений піти у відставку 1 березня 1794 року і відійшов спочатку на Халкі, а потім на Родос, Патмос і Афон. У листі до свого наступника Герасима III він просив пробачення та продаж свого одягу.
Після звільнення патріарха Григорія V у 1798 р. Неофіта переобрали патріархом. Під час його другого Патріархату була відновлена Велика Школа Нації і було засновано багато шкіл. Він скликав Синод, який розглянув професора філософії Христодулоса Памплекіса та його пантеїстичне вчення, при цьому вирішив проклинати і афоризувати тих, хто прийняв і передав ці вчення іншим. Іншим синодальним рішенням він затвердив книгу «Про безперервне причастя», написану колишнім митрополитом Коринфським Макарієм, скасувавши рішення своїх попередників Гавриїла IV і Прокопія. Через 413 років він відродив митрополію Корфу і благословив, після відповідного дозволу Блискучої порти, новий прапор Іонійської держави в патріаршій церкві Святого Георгія. У його час і після довгих дебатів православний переклад і канонізацію канонів Православної Церкви було остаточно схвалено, хоча сам він виступав проти популяризації релігійних текстів, оскільки вважав, що це призведе до їх знецінення. Так були опубліковані «Канонікон» Христофора та «Підальон» Никодима Святогорця, які він також опублікував у Константинополі та Мега Ехологіоні. З його дозволу в патріаршій друкарні були опубліковані правила Іоана IV Постника.
17 червня 1801 р. він знову подав у відставку і був засланий на Афон. Там він залишався в монастирі Каракалос до 1810 року. Місце і час його смерті залишаються невідомими.

## Виноски та посилання

### Виноски
1. ↑  ...ου δει τα κανονικά της εκκλησίας πεζή φράσει εκδιδόναι, ίνα μη τα των ιερών κανόνων, γνώριμα γίνονται τω χύδην λαώ...[6]
2. ↑  Υπάρχει μαρτυρία ότι το 1804 βρισκόταν στην Μονή Σίμωνος Πέτρας[11]

## Зовнішні посилання
- Патріарх Неофіт VII (З неопублікованого кодексу Іоаніса Пройоса Терапіяна)